# Alessandro Gisotti

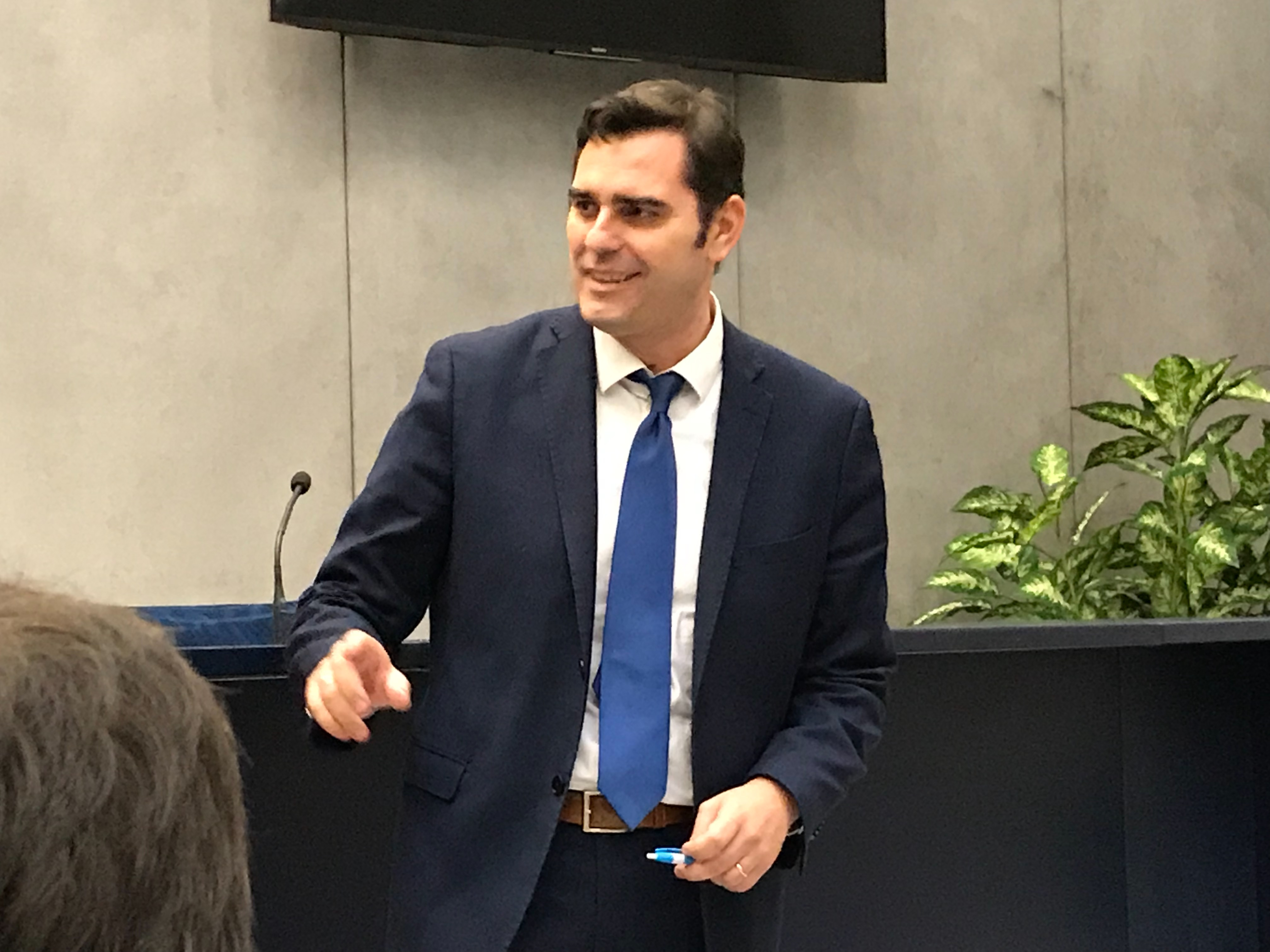
Alessandro Gisotti, vice-direttore dei media della Santa Sede

Alessandro Gisotti (Roma, 24 giugno 1974) è un giornalista italiano, vice direttore editoriale del Dicastero per la Comunicazione della Santa Sede; dal 31 dicembre 2018 al 21 luglio 2019 è stato Direttore ad interim della Sala Stampa della Santa Sede.

## Biografia
Laureatosi in Scienze Politiche all'Università degli Studi di Roma "La Sapienza" nel 1999, è diventato giornalista professionista nel 2004.
È stato il coordinatore dei social media del Dicastero per la Comunicazione della Santa Sede dal 2017 al 2018. Dal 2012 al 2017 è stato vice-caporedattore alla Radio Vaticana dove, con padre Federico Lombardi, ha iniziato a lavorare durante il Giubileo del 2000, dopo un'esperienza professionale al Centro di Informazione delle Nazioni Unite (Unic) di Roma con l'ambasciatore Staffan de Mistura. Segue quotidianamente l'attività del Papa e della Santa Sede, dagli ultimi anni del pontificato di Giovanni Paolo II.
Nell'ottobre 2018 ha fatto parte della Commissione per l'Informazione del Sinodo sui giovani.
Il 31 dicembre 2018 è nominato da papa Francesco direttore ad interim della Sala stampa della Santa Sede. Incarico concluso il 21 luglio del 2019 quando, nominato da papa Francesco, ha assunto l'incarico di vicedirettore editoriale del Dicastero per la Comunicazione della Santa Sede.
È stato docente incaricato di Teorie e Tecniche del Giornalismo all'Istituto Pastorale Redemptor Hominis della Pontificia Università Lateranense, dove nel 2016 aveva tenuto il corso "Laboratorio di Comunicazione". Precedentemente ha insegnato giornalismo all'Istituto Massimiliano Massimo dei Gesuiti a Roma. Rappresenta la Radio Vaticana all'European Broadcasting Union.
È stato tra i redattori di Radio Vaticana che ha realizzato i servizi sulle omelie di papa Francesco a Casa Santa Marta raccolti in due volumi editi da Rizzoli, “La Verità è un incontro” e “La felicità si impara ogni giorno”. Tra le personalità intervistate per i diversi media vaticani: papa Francesco, Michail Gorbačëv, Al Gore, Lech Wałęsa, Adolfo Pérez Esquivel, Ban Ki-moon, Carlo Maria Martini, Pietro Parolin, Andrea Bocelli, Ursula von der Leyen, Giuseppe Conte, Amanda Gorman, Robert F. Kennedy Jr e l'arcivescovo di Canterbury Justin Welby. È inoltre intervenuto più volte come commentatore su Rai 1, Rai News, Tv 2000 e Telepace.
Il 17 dicembre 2019 ha tenuto un discorso alla Pontificia Università Comillas di Madrid alla presentazione del libro di Papa Francesco, "Una gran Esperanza" (Nostra Madre Terra) Il 15 ottobre 2020, ha presentato l'evento "Per il Rilancio del Patto Educativo" con interventi di papa Francesco e della direttrice generale dell'UNESCO, Audrey Azoulay. Il 23 maggio 2023 ha presentato a Madrid le memorie postume del portavoce di Giovanni Paolo II, Joaquin Navarro-Valls. Dal 2023 fa parte del Comitato Scientifico dell'Executive programme in Comunicazione politica e istituzionale dell'Università Cattolica del Sacro Cuore.
È autore di saggi e pubblicazioni. Tra questi: “Dio e Obama. Fede e politica alla Casa Bianca”, “11 settembre. Una storia che continua”, entrambi per Effatà editrice. È tra gli autori del volume I linguaggi di Papa Francesco (Los lenguajes de Papa Francisco), pubblicato dalla Pontificia Università di Salamanca nel 2015, del volume Il vocabolario di Francesco, edito dalla Elledici, di cui ha curato la voce "Popolo"; e della voce "Omelia" del volume Il Vocabolario di Francesco II, sempre edito da Elledici. A dicembre 2016 è uscito il suo volume Il Decalogo del Buon Comunicatore, edito da Elledici con la prefazione del cardinale Luis Antonio Tagle.